# Samnorwood
Samnorwood és una concentració de població designada pel cens dels Estats Units a l'estat de Texas. Segons el cens del 2000 tenia 39 habitants.

## Demografia
Segons el cens del 2000, Samnorwood tenia 39 habitants, 16 habitatges, i 12 famílies. La densitat de població era de 9,2 habitants per km².
Dels 16 habitatges en un 31,3% hi vivien nens de menys de 18 anys, en un 56,3% hi vivien parelles casades, en un 18,8% dones solteres, i en un 25% no eren unitats familiars. En el 25% dels habitatges hi vivien persones soles el 12,5% de les quals corresponia a persones de 65 anys o més que vivien soles. El nombre mitjà de persones vivint en cada habitatge era de 2,44 i el nombre mitjà de persones que vivien en cada família era de 2,92.
Per edats la població es repartia de la següent manera: un 20,5% tenia menys de 18 anys, un 15,4% entre 18 i 24, un 15,4% entre 25 i 44, un 25,6% de 45 a 60 i un 23,1% 65 anys o més.
L'edat mediana era de 45 anys. Per cada 100 dones de 18 o més anys hi havia 106,7 homes.
La renda mediana per habitatge era de 38.750 $ i la renda mediana per família de 38.750 $. Els homes tenien una renda mediana de 58.125 $ mentre que les dones 40.417 $. La renda per capita de la població era de 30.690 $. Cap de les famílies i el 2,4% de la població estaven per davall del llindar de pobresa.

## Poblacions més properes
El següent diagrama mostra les poblacions més properes.